# Dirk Vanderbeke
Dirk Vanderbeke – niemiecki literaturoznawca, dr hab., profesor wizytujący Instytutu Neofilologii Wydziału Humanistycznego Uniwersytetu Zielonogórskiego

## Życiorys
W 1994 obronił pracę doktorską, w 2002 habilitował się na podstawie pracy. Otrzymał nominację profesorską. Objął funkcję profesora wizytującego w Instytucie Neofilologii na Wydziale Humanistycznym Uniwersytetu Zielonogórskiego.